# Bukošek
Bukošek é uma vila localizada no município de Brežice na Eslovênia. Possuía uma população estimada de 295 habitantes em 2020.